# The Boys in the Band
The Boys in the Band (Brasil: Os Rapazes da Banda / Portugal: Os Rapazes do Grupo) é um filme de drama norte-americano dirigido por William Friedkin. O roteiro de Mart Crowley é baseado na peça homônima representada na Broadway, que utilizou o mesmo elenco de atores. Está entre os primeiros grandes filmes americanos a girar em torno de personagens gays, frequentemente citado como um marco na história do cinema queer.

## Elenco
- Kenneth Nelson como Michael
- Leonard Frey como Harold
- Cliff Gorman como Emory
- Laurence Luckinbill como Hank
- Frederick Combs como Donald
- Keith Prentice como Larry
- Robert La Tourneaux como Cowboy Tex
- Reuben Greene como Bernard
- Peter White como Alan McCarthy
- Maud Adams como modelo fotográfica (sem créditos)
- Elaine Kaufman como extra/pedestre (sem créditos)

## Recepção
De acordo com o site agregador de críticas Rotten Tomatoes, 90% dos críticos deram ao filme uma crítica positiva com base em 20 críticas, com uma classificação média de 7,20 em 10. No Metacritic, o filme tem uma pontuação média ponderada de 65. de 100 com base em 14 críticos, indicando "avaliações geralmente favoráveis".
A reação crítica contemporânea foi, em sua maior parte, cautelosamente favorável. A Variety escreveu que "arrasta", mas achou que tinha "interesse perverso". A Time descreveu-o como uma "imagem em movimento humana". O Los Angeles Times elogiou-o como "inquestionavelmente um marco", mas recusou-se a publicar os seus anúncios. Entre os principais críticos, Pauline Kael, que não gostava de Friedkin, foi a única a não encontrar absolutamente nada redentor nisso.
Vincent Canby, do The New York Times, observou: "Exceto por uma monotonia inevitável que vem do uso de tantos close-ups em um espaço confinado, a direção de Friedkin é limpa e direta e, dadas as circunstâncias, eficaz. Todas as performances são bom, e o de Leonard Frey, como Harold, é muito melhor do que bom. Ele é excelente sem perturbar o elenco... Crowley tem um talento bom e menor para comédia de insulto e para criar interesse suficiente, por meio de pequenos revelações de personagens, para manter o mínimo de suspense. Há algo basicamente desagradável, no entanto, em uma peça que parece ter sido criada numa inspiração de amor e ódio e que finalmente não faz nada mais do que explorar seus (presumo) estereótipos sinceramente concebidos.
Em uma crítica do San Francisco Chronicle sobre um renascimento do filme em 1999, Edward Guthmann lembrou: "Na época em que Boys foi lançado em 1970... já havia conquistado entre os gays a mancha do Tio Tomismo." Ele a chamou de "uma peça de época genuína, mas que ainda tem o poder de doer. Em certo sentido, ele envelheceu surpreendentemente pouco – a linguagem e os gestos físicos do acampamento são basicamente os mesmos – mas nas atitudes de seus personagens e na visão autodilacerante que têm de si mesmos, ele pertence a outra época. E isso é uma coisa boa."
Bill Weber, do Slant, escreveu em 2015: "Os foliões estão presos na tragédia do armário pré-libertação, mais paralisante e implacável do que os armários que permanecem."
O filme foi percebido de diferentes maneiras pela comunidade gay. Houve quem concordasse com a maioria dos críticos e acreditasse que The Boys in the Band estava fazendo grandes avanços, enquanto outros pensavam que retratava um grupo de gays chafurdando na autopiedade. Houve até quem se sentisse desanimado com parte da honestidade da produção. Um espectador escreveu em 2018: "Fiquei horrorizado com a descrição da vida que poderia acontecer comigo. Tenho sentimentos muito fortes sobre essa peça. Ela causou muitos danos aos gays."
Embora não seja tão aclamado ou comercialmente bem-sucedido quanto os filmes subsequentes do diretor Friedkin, Friedkin considerava este filme um de seus favoritos. Ele comentou em entrevista no DVD do filme de 2008: "É um dos poucos filmes que fiz e que ainda posso assistir."

### Elogios
Kenneth Nelson foi indicado ao Globo de Ouro de melhor ator revelação. O Producers Guild of America Laurel Awards homenageou Cliff Gorman e Leonard Frey como Estrelas do Amanhã.

## Remake
Ryan Murphy produziu uma nova versão cinematográfica de The Boys in the Band para a Netflix em 2020. Joe Mantello, diretor do revival da peça na Broadway em 2018, atuou como diretor da nova versão cinematográfica, que contou com todo o elenco do revival da Broadway, incluindo Jim Parsons como Michael, Zachary Quinto como Harold, Matt Bomer como Donald e Charlie Carver como Cowboy. O filme foi lançado pela Netflix em 30 de setembro de 2020.